# هارولد جاي بيرمان
هارولد جاي بيرمان (بالإنجليزية: Harold J. Berman)‏ هو تربوي وأستاذ جامعي وكاتب أمريكي، ولد في 13 فبراير 1918 في هارتفورد في الولايات المتحدة، وتوفي في 13 نوفمبر 2007 في نيويورك في الولايات المتحدة.